# NGC 4570
NGC 4570 је лентикуларна галаксија у сазвежђу Девица која се налази на NGC листи објеката дубоког неба.
Деклинација објекта је + 7° 14' 49" а ректасцензија 12h 36m 53,2s. Привидна величина (магнитуда) објекта NGC 4570 износи 10,8 а фотографска магнитуда 11,8. Налази се на удаљености од 15,300 милиона парсека од Сунца. NGC 4570 је још познат и под ознакама UGC 7785, MCG 1-32-114, CGCG 42-178, VCC 1692, PGC 42096.